# Groothandsigaar
De groothandsigaar (Sigara falleni) is een wants uit de familie van de Corixidae (Duikerwantsen). De soort werd het eerst wetenschappelijk beschreven door Franz Xaver Fieber in 1848. De wants is vernoemd naar Carl Fredrik Fallén, een Zweeds botanicus en entomoloog.

## Uiterlijk
De donkerbruine duikerwants is altijd langvleugelig en kan 7 tot 8 mm lang worden. Het halsschild is net als de voorvleugels donkerbruin, heeft acht of negen gele, soms regelmatige, soms gespleten dwarsstrepen en scherpe hoeken aan de zijkant. Op de voorvleugels bevinden zich dwarslijnen die regelmatig zijn bij het begin van de clavus en daarna onregelmatig. Deze dwarsstrepen zijn op het middendeel van de vleugels golvend en onderbroken door een zwarte lijn in de lengte en onregelmatig. Tussen het verharde deel en het doorzichtige deel van de vleugels loopt
een gele lijn. De kop en de pootjes zijn in zijn geheel geel.

## Leefwijze
Het zijn goede zwemmers en kunnen ook goed vliegen. De wants overleeft de winter als volgroeid dier en er is één enkele generatie per jaar, soms een tweede. De mannetjes eten vrijwel uitsluitend algen en de vrouwtjes eten zowel algen als dierlijk materiaal. Ze geven de voorkeur aan kleine permanente wateren met veel vegetatie die niet te zuur of brak zijn.

## Leefgebied
De soort is in Nederland zeer algemeen. De soort komt verder voor in Europa en is zeldzamer in het zuiden. Het leefgebied strekt zich oostelijk uit tot in China.